# 北北安普敦 (英國國會選區)

選區在北安普敦郡的位置

北北安普敦（英語：Northampton North），英國國會一自治市選區，位於北安普敦郡北安普敦北部。
本區始設於1974年，本區一直是一個領頭羊選區。保守黨的邁克爾·埃利斯在2010年大選中以34.1%選票擊敗當區議員、工黨的莎莉·基布爾，為保守黨奪回失落十三年的議席。